# Basse-Kotto
 Basse-Kotto ([bas ko.to], "Nedre Kotto") er et af de 20 præfekturer i Den Centralafrikanske Republik. Hovedstad er byen  Mobaye. Et officielt overslag fra 2024, anslog  en befolkning på  393.276 indbyggere. Den har et areal på 16.900 km².
Præfekturet er inddelt i 6 underpræfekturer:
- Alindao
- Kembé
- Mingala
- Mobaye
- Satéma
- Zangba

## Geografi
Præfekturet ligger i den sydlige del af landet og grænser op til præfekturet Ouaka mod nordvest og vest, præfekturet Haute-Kotto mod nordøst, præfekturet Mbomou mod øst og Den Demokratiske Republik Congo mod syd.